# Férfi jégkorong-válogatottak a 2014. évi téli olimpiai játékokon
Ez a szócikk tartalmazza a 2014. évi téli olimpiai játékokon részt vevő férfi jégkorong-válogatottak által nevezett játékosok listáját. A csapatok három kapust és huszonkét mezőnyjátékost nevezhettek.
A játékosok (vezetőedzők) adatai a 2014. február 13-i állapotnak megfelelőek. A táblázatokban található posztok rövidítései: K – Kapus, V – Védő, T – Támadó.

## A csoport

### Oroszország
| Orosz nemzeti férfi jégkorongcsapat-játékoskeret | Orosz nemzeti férfi jégkorongcsapat-játékoskeret | Orosz nemzeti férfi jégkorongcsapat-játékoskeret | Orosz nemzeti férfi jégkorongcsapat-játékoskeret | Orosz nemzeti férfi jégkorongcsapat-játékoskeret | Orosz nemzeti férfi jégkorongcsapat-játékoskeret | Orosz nemzeti férfi jégkorongcsapat-játékoskeret |
| #                                                | Név                                              | Poszt                                            | Magasság                                         | Súly                                             | Kor                                              | Klub                                             |
| ------------------------------------------------ | ------------------------------------------------ | ------------------------------------------------ | ------------------------------------------------ | ------------------------------------------------ | ------------------------------------------------ | ------------------------------------------------ |
|                                                  | Szergej Bobrovszkij                              | K                                                | 188 cm                                           | 86 kg                                            | 1988. szeptember 20. (25 évesen)                 | Columbus Blue Jackets                            |
|                                                  | Alekszandr Jerjomenko                            | K                                                | 180 cm                                           | 75 kg                                            | 1980. április 10. (33 évesen)                    | Gyinamo Moszkva                                  |
|                                                  | Szemjon Varlamov                                 | K                                                | 186 cm                                           | 82 kg                                            | 1988. április 27. (25 évesen)                    | Colorado Avalanche                               |
|                                                  | Anton Belov                                      | V                                                | 192 cm                                           | 92 kg                                            | 1986. július 20. (27 évesen)                     | Edmonton Oilers                                  |
|                                                  | Alekszej Jemelin                                 | V                                                | 186 cm                                           | 101 kg                                           | 1986. április 25. (27 évesen)                    | Montréal Canadiens                               |
|                                                  | Andrej Markov                                    | V                                                | 183 cm                                           | 94 kg                                            | 1978. december 20. (35 évesen)                   | Montréal Canadiens                               |
|                                                  | Jevgenyij Medvegyev                              | V                                                | 189 cm                                           | 86 kg                                            | 1982. augusztus 27. (31 évesen)                  | Ak Barsz Kazany                                  |
|                                                  | Nyikita Nyikityin                                | V                                                | 193 cm                                           | 89 kg                                            | 1986. június 16. (27 évesen)                     | Columbus Blue Jackets                            |
|                                                  | Ilja Nyikulin                                    | V                                                | 191 cm                                           | 100 kg                                           | 1982. március 12. (31 évesen)                    | Ak Barsz Kazany                                  |
|                                                  | Fjodor Tyutyin                                   | V                                                | 188 cm                                           | 99 kg                                            | 1983. július 19. (30 évesen)                     | Columbus Blue Jackets                            |
|                                                  | Vjacseszlav Vojnov                               | V                                                | 180 cm                                           | 78 kg                                            | 1990. január 15. (24 évesen)                     | Los Angeles Kings                                |
|                                                  | Artyom Anyiszimov                                | T                                                | 192 cm                                           | 82 kg                                            | 1988. május 24. (25 évesen)                      | Columbus Blue Jackets                            |
|                                                  | Pavel Dacjuk C                                   | T                                                | 180 cm                                           | 88 kg                                            | 1978. július 20. (35 évesen)                     | Detroit Red Wings                                |
|                                                  | Ilja Kovalcsuk                                   | T                                                | 185 cm                                           | 99 kg                                            | 1983. április 15. (30 évesen)                    | SZKA Szentpétervár                               |
|                                                  | Nyikolaj Kuljomin                                | T                                                | 185 cm                                           | 93 kg                                            | 1986. július 14. (27 évesen)                     | Toronto Maple Leafs                              |
|                                                  | Jevgenyij Malkin                                 | T                                                | 191 cm                                           | 91 kg                                            | 1986. július 31. (27 évesen)                     | Pittsburgh Penguins                              |
|                                                  | Valerij Nyicsuskin                               | T                                                | 192 cm                                           | 89 kg                                            | 1995. március 4. (18 évesen)                     | Dallas Stars                                     |
|                                                  | Alekszandr Ovecskin                              | T                                                | 188 cm                                           | 103 kg                                           | 1985. szeptember 17. (28 évesen)                 | Washington Capitals                              |
|                                                  | Alekszandr Popov                                 | T                                                | 178 cm                                           | 79 kg                                            | 1980. augusztus 31. (33 évesen)                  | Avangard Omszk                                   |
|                                                  | Alekszandr Radulov                               | T                                                | 186 cm                                           | 91 kg                                            | 1986. július 5. (27 évesen)                      | CSZKA Moszkva                                    |
|                                                  | Alekszandr Szjomin                               | T                                                | 188 cm                                           | 95 kg                                            | 1984. március 3. (29 évesen)                     | Carolina Hurricanes                              |
|                                                  | Alekszandr Szvitov                               | T                                                | 192 cm                                           | 112 kg                                           | 1982. november 3. (31 évesen)                    | Ak Barsz Kazany                                  |
|                                                  | Vlagyimir Taraszenko                             | T                                                | 184 cm                                           | 92 kg                                            | 1991. december 13. (22 évesen)                   | St. Louis Blues                                  |
|                                                  | Alekszej Tyerescsenko                            | T                                                | 180 cm                                           | 78 kg                                            | 1980. december 16. (33 évesen)                   | Ak Barsz Kazany                                  |
|                                                  | Viktor Tyihonov                                  | T                                                | 185 cm                                           | 77 kg                                            | 1988. május 12. (25 évesen)                      | SZKA Szentpétervár                               |
| Vezetőedző: Zinetula Biljaletgyinov              | Vezetőedző: Zinetula Biljaletgyinov              | Vezetőedző: Zinetula Biljaletgyinov              | Vezetőedző: Zinetula Biljaletgyinov              | Vezetőedző: Zinetula Biljaletgyinov              | 1955. március 13. (58 évesen)                    | 1955. március 13. (58 évesen)                    |

### Szlovákia
| Szlovák nemzeti férfi jégkorongcsapat-játékoskeret | Szlovák nemzeti férfi jégkorongcsapat-játékoskeret | Szlovák nemzeti férfi jégkorongcsapat-játékoskeret | Szlovák nemzeti férfi jégkorongcsapat-játékoskeret | Szlovák nemzeti férfi jégkorongcsapat-játékoskeret | Szlovák nemzeti férfi jégkorongcsapat-játékoskeret | Szlovák nemzeti férfi jégkorongcsapat-játékoskeret |
| #                                                  | Név                                                | Poszt                                              | Magasság                                           | Súly                                               | Kor                                                | Klub                                               |
| -------------------------------------------------- | -------------------------------------------------- | -------------------------------------------------- | -------------------------------------------------- | -------------------------------------------------- | -------------------------------------------------- | -------------------------------------------------- |
| 31                                                 | Peter Budaj                                        | K                                                  | 183 cm                                             | 91 kg                                              | 1982. szeptember 18. (31 évesen)                   | Montréal Canadiens                                 |
| 41                                                 | Jaroslav Halák                                     | K                                                  | 179 cm                                             | 84 kg                                              | 1985. május 13. (28 évesen)                        | St. Louis Blues                                    |
| 50                                                 | Ján Laco                                           | K                                                  | 181 cm                                             | 83 kg                                              | 1981. december 1. (32 évesen)                      | HK Donbassz Doneck                                 |
| 7                                                  | Ivan Baranka                                       | V                                                  | 188 cm                                             | 92 kg                                              | 1985. május 19. (28 évesen)                        | HK Avangard Omszk                                  |
| 33                                                 | Zdeno Chára C                                      | V                                                  | 206 cm                                             | 117 kg                                             | 1977. március 18. (36 évesen)                      | Boston Bruins                                      |
| 68                                                 | Milan Jurčina                                      | V                                                  | 193 cm                                             | 114 kg                                             | 1983. június 7. (30 évesen)                        | TPS Turku                                          |
| 52                                                 | Martin Marinčin                                    | V                                                  | 192 cm                                             | 82 kg                                              | 1992. február 18. (21 évesen)                      | Edmonton Oilers                                    |
| 14                                                 | Andrej Meszároš                                    | V                                                  | 188 cm                                             | 99 kg                                              | 1985. október 13. (28 évesen)                      | Philadelphia Flyers                                |
| 44                                                 | Andrej Sekera                                      | V                                                  | 183 cm                                             | 91 kg                                              | 1986. június 8. (27 évesen)                        | Carolina Hurricanes                                |
| 17                                                 | Ľubomír Višňovský                                  | V                                                  | 178 cm                                             | 89 kg                                              | 1976. augusztus 11. (37 évesen)                    | New York Islanders                                 |
| 23                                                 | René Vydarený                                      | V                                                  | 186 cm                                             | 92 kg                                              | 1981. május 6. (32 évesen)                         | HK Hradec Kralove                                  |
| 61                                                 | Milan Bartovič                                     | T                                                  | 182 cm                                             | 88 kg                                              | 1981. április 9. (32 évesen)                       | HC Slovan Bratislava                               |
| 26                                                 | Michal Handzuš                                     | T                                                  | 196 cm                                             | 98 kg                                              | 1977. március 11. (36 évesen)                      | Chicago Blackhawks                                 |
| 81                                                 | Marián Hossa                                       | T                                                  | 187 cm                                             | 95 kg                                              | 1979. január 12. (35 évesen)                       | Chicago Blackhawks                                 |
| 88                                                 | Marcel Hossa                                       | T                                                  | 187 cm                                             | 99 kg                                              | 1981. október 12. (32 évesen)                      | HK Dinamo Rīga                                     |
| 13                                                 | Tomáš Jurčo                                        | T                                                  | 188 cm                                             | 85 kg                                              | 1992. december 28. (21 évesen)                     | Detroit Red Wings                                  |
| 82                                                 | Tomáš Kopecký                                      | T                                                  | 190 cm                                             | 91 kg                                              | 1982. február 5. (32 évesen)                       | Florida Panthers                                   |
| 65                                                 | Tomáš Marcinko                                     | T                                                  | 193 cm                                             | 94 kg                                              | 1988. április 11. (25 évesen)                      | HC Košice                                          |
| 91                                                 | Michel Miklík                                      | T                                                  | 184 cm                                             | 90 kg                                              | 1982. július 31. (31 évesen)                       | HC Slovan Bratislava                               |
| 28                                                 | Richard Pánik                                      | T                                                  | 187 cm                                             | 94 kg                                              | 1991. február 7. (23 évesen)                       | Tampa Bay Lightning                                |
| 92                                                 | Branko Radivojevic                                 | T                                                  | 187 cm                                             | 93 kg                                              | 1980. november 24. (33 évesen)                     | HC Slovan Bratislava                               |
| 43                                                 | Tomáš Surový                                       | T                                                  | 186 cm                                             | 98 kg                                              | 1981. szeptember 24. (32 évesen)                   | HK Dinama Minszk                                   |
| 90                                                 | Tomáš Tatar                                        | T                                                  | 179 cm                                             | 84 kg                                              | 1990. december 1. (23 évesen)                      | Detroit Red Wings                                  |
| 67                                                 | Tomáš Záborský                                     | T                                                  | 181 cm                                             | 91 kg                                              | 1987. november 14. (26 évesen)                     | Szalavat Julajev Ufa                               |
| 85                                                 | Peter Ölvecký                                      | T                                                  | 188 cm                                             | 97 kg                                              | 1985. október 11. (28 évesen)                      | HC Slovan Bratislava                               |
| Vezetőedző:                                        |                                                    |                                                    |                                                    |                                                    |                                                    |                                                    |

### Egyesült Államok
| Amerikai nemzeti férfi jégkorongcsapat-játékoskeret | Amerikai nemzeti férfi jégkorongcsapat-játékoskeret | Amerikai nemzeti férfi jégkorongcsapat-játékoskeret | Amerikai nemzeti férfi jégkorongcsapat-játékoskeret | Amerikai nemzeti férfi jégkorongcsapat-játékoskeret | Amerikai nemzeti férfi jégkorongcsapat-játékoskeret | Amerikai nemzeti férfi jégkorongcsapat-játékoskeret |
| #                                                   | Név                                                 | Poszt                                               | Magasság                                            | Súly                                                | Kor                                                 | Klub                                                |
| --------------------------------------------------- | --------------------------------------------------- | --------------------------------------------------- | --------------------------------------------------- | --------------------------------------------------- | --------------------------------------------------- | --------------------------------------------------- |
|                                                     | Jimmy Howard                                        | K                                                   | 183 cm                                              | 99 kg                                               | 1984. március 26. (29 évesen)                       | Detroit Red Wings                                   |
|                                                     | Ryan Miller                                         | K                                                   | 188 cm                                              | 75 kg                                               | 1980. július 17. (33 évesen)                        | Buffalo Sabres                                      |
|                                                     | Jonathan Quick                                      | K                                                   | 185 cm                                              | 96 kg                                               | 1986. január 21. (28 évesen)                        | Los Angeles Kings                                   |
|                                                     | John Carlson                                        | V                                                   | 188 cm                                              | 97 kg                                               | 1990. január 10. (24 évesen)                        | Washington Capitals                                 |
|                                                     | Justin Faulk                                        | V                                                   | 183 cm                                              | 93 kg                                               | 1992. március 20. (21 évesen)                       | Carolina Hurricanes                                 |
|                                                     | Cam Fowler                                          | V                                                   | 185 cm                                              | 89 kg                                               | 1991. december 5. (22 évesen)                       | Anaheim Ducks                                       |
|                                                     | Paul Martin                                         | V                                                   | 185 cm                                              | 91 kg                                               | 1981. március 5. (32 évesen)                        | Pittsburgh Penguins                                 |
|                                                     | Ryan McDonagh                                       | V                                                   | 185 cm                                              | 97 kg                                               | 1989. június 13. (24 évesen)                        | New York Rangers                                    |
|                                                     | Brooks Orpik                                        | V                                                   | 191 cm                                              | 100 kg                                              | 1980. szeptember 26. (33 évesen)                    | Pittsburgh Penguins                                 |
|                                                     | Kevin Shatternik                                    | V                                                   | 180 cm                                              | 87 kg                                               | 1989. január 29. (25 évesen)                        | St. Louis Blues                                     |
|                                                     | Ryan Suter A                                        | V                                                   | 185 cm                                              | 91 kg                                               | 1985. január 21. (29 évesen)                        | Minnesota Wild                                      |
|                                                     | David Backes                                        | T                                                   | 191 cm                                              | 99 kg                                               | 1984. május 1. (29 évesen)                          | St. Louis Blues                                     |
|                                                     | Dustin Brown A                                      | T                                                   | 183 cm                                              | 95 kg                                               | 1984. november 4. (29 évesen)                       | Los Angeles Kings                                   |
|                                                     | Ryan Callahan                                       | T                                                   | 178 cm                                              | 85 kg                                               | 1985. március 21. (28 évesen)                       | New York Rangers                                    |
|                                                     | Patrick Kane                                        | T                                                   | 179 cm                                              | 82 kg                                               | 1988. november 19. (25 évesen)                      | Chicago Blackhawks                                  |
|                                                     | Ryan Kesler                                         | T                                                   | 188 cm                                              | 93 kg                                               | 1984. augusztus 31. (29 évesen)                     | Vancouver Canucks                                   |
|                                                     | Phil Kessel                                         | T                                                   | 183 cm                                              | 92 kg                                               | 1987. október 2. (26 évesen)                        | Toronto Maple Leafs                                 |
|                                                     | T. J. Oshie                                         | T                                                   | 180 cm                                              | 88 kg                                               | 1986. december 23. (27 évesen)                      | St. Louis Blues                                     |
|                                                     | Max Pacioretty                                      | T                                                   | 188 cm                                              | 100 kg                                              | 1988. november 20. (25 évesen)                      | Montréal Canadiens                                  |
|                                                     | Zach Parise C                                       | T                                                   | 180 cm                                              | 89 kg                                               | 1984. július 28. (29 évesen)                        | Minnesota Wild                                      |
|                                                     | Joe Pavelski                                        | T                                                   | 180 cm                                              | 86 kg                                               | 1984. július 11. (29 évesen)                        | San Jose Sharks                                     |
|                                                     | Paul Stastny                                        | T                                                   | 183 cm                                              | 93 kg                                               | 1985. december 27. (28 évesen)                      | Colorado Avalanche                                  |
|                                                     | Derek Stepan                                        | T                                                   | 183 cm                                              | 76 kg                                               | 1990. június 18. (23 évesen)                        | New York Rangers                                    |
|                                                     | James van Riemsdyk                                  | T                                                   | 191 cm                                              | 95 kg                                               | 1989. május 4. (24 évesen)                          | Toronto Maple Leafs                                 |
|                                                     | Blake Wheeler                                       | T                                                   | 193 cm                                              | 93 kg                                               | 1986. augusztus 31. (27 évesen)                     | Winnipeg Jets                                       |
| Vezetőedző: Dan Bylsma                              | Vezetőedző: Dan Bylsma                              | Vezetőedző: Dan Bylsma                              | Vezetőedző: Dan Bylsma                              | Vezetőedző: Dan Bylsma                              | 1970. szeptember 19. (43 évesen)                    | 1970. szeptember 19. (43 évesen)                    |

### Szlovénia
| Szlovén nemzeti férfi jégkorongcsapat-játékoskeret | Szlovén nemzeti férfi jégkorongcsapat-játékoskeret | Szlovén nemzeti férfi jégkorongcsapat-játékoskeret | Szlovén nemzeti férfi jégkorongcsapat-játékoskeret | Szlovén nemzeti férfi jégkorongcsapat-játékoskeret | Szlovén nemzeti férfi jégkorongcsapat-játékoskeret | Szlovén nemzeti férfi jégkorongcsapat-játékoskeret |
| #                                                  | Név                                                | Poszt                                              | Magasság                                           | Súly                                               | Kor                                                | Klub                                               |
| -------------------------------------------------- | -------------------------------------------------- | -------------------------------------------------- | -------------------------------------------------- | -------------------------------------------------- | -------------------------------------------------- | -------------------------------------------------- |
| 40                                                 | Luka Gračnar                                       | K                                                  | 179 cm                                             | 85 kg                                              | 1993. október 31. (20 évesen)                      | EC Salzburg                                        |
| 1                                                  | Andrej Hočevar                                     | K                                                  | 183 cm                                             | 83 kg                                              | 1984. november 21. (29 évesen)                     | Dauphins d'Épinal                                  |
| 33                                                 | Robert Kristan                                     | K                                                  | 182 cm                                             | 85 kg                                              | 1983. április 4. (30 évesen)                       | HK Nitra                                           |
| 15                                                 | Blaž Gregorc                                       | V                                                  | 190 cm                                             | 95 kg                                              | 1990. január 18. (24 évesen)                       | HC Pardubice                                       |
| 86                                                 | Sabahudin Kovačevič                                | V                                                  | 190 cm                                             | 95 kg                                              | 1986. február 26. (27 évesen)                      | HK Szariarka                                       |
| 28                                                 | Aleš Kranjc                                        | V                                                  | 182 cm                                             | 91 kg                                              | 1981. július 29. (32 évesen)                       | Kölner Haie                                        |
| 17                                                 | Žiga Pavlin                                        | V                                                  | 193 cm                                             | 97 kg                                              | 1985. április 30. (28 évesen)                      | IF Troja-Ljungby                                   |
| 14                                                 | Matic Podlipnik                                    | V                                                  | 180 cm                                             | 82 kg                                              | 1992. augusztus 9. (21 évesen)                     | HC Dukla Jihlava                                   |
| 7                                                  | Klemen Pretnar                                     | V                                                  | 182 cm                                             | 85 kg                                              | 1983. április 4. (30 évesen)                       | EC Villacher SV                                    |
| 51                                                 | Mitja Robar                                        | V                                                  | 177 cm                                             | 86 kg                                              | 1983. január 4. (31 évesen)                        | Krefeld Pinguine                                   |
| 4                                                  | Andrej Tavželj                                     | V                                                  | 188 cm                                             | 95 kg                                              | 1984. március 14. (29 évesen)                      | Dragons de Rouen                                   |
| 71                                                 | Bostjan Goličič                                    | T                                                  | 183 cm                                             | 88 kg                                              | 1989. június 12. (24 évesen)                       | Diables Rouges de Briançon                         |
| 8                                                  | Žiga Jeglič                                        | T                                                  | 185 cm                                             | 80 kg                                              | 1988. február 24. (25 évesen)                      | ERC Ingolstadt                                     |
| 11                                                 | Anže Kopitar                                       | T                                                  | 193 cm                                             | 103 kg                                             | 1987. augusztus 24. (26 évesen)                    | Los Angeles Kings                                  |
| 92                                                 | Anže Kuralt                                        | T                                                  | 175 cm                                             | 80 kg                                              | 1991. október 31. (22 évesen)                      | Dauphins d'Épinal                                  |
| 39                                                 | Jan Muršak                                         | T                                                  | 180 cm                                             | 85 kg                                              | 1988. január 20. (26 évesen)                       | HK CSZKA Moszkva                                   |
| 16                                                 | Aleš Mušič                                         | T                                                  | 176 cm                                             | 82 kg                                              | 1982. június 28. (31 évesen)                       | HDD Olimpija Ljubljana                             |
| 19                                                 | Žiga Pance                                         | T                                                  | 185 cm                                             | 89 kg                                              | 1989. január 1. (25 évesen)                        | HC Bolzano                                         |
| 9                                                  | Tomaž Razingar                                     | T                                                  | 186 cm                                             | 98 kg                                              | 1979. április 25. (34 évesen)                      | IF Troja-Ljungby                                   |
| 12                                                 | David Rodman                                       | T                                                  | 185 cm                                             | 83 kg                                              | 1983. szeptember 10. (30 évesen)                   | IK Oskarshamn                                      |
| 22                                                 | Marcel Rodman                                      | T                                                  | 186 cm                                             | 85 kg                                              | 1981. szeptember 25. (32 évesen)                   | Schwenninger Wild Wings                            |
| 55                                                 | Robert Sabolič                                     | T                                                  | 183 cm                                             | 90 kg                                              | 1988. szeptember 18. (25 évesen)                   | ERC Ingolstadt                                     |
| 24                                                 | Rok Tičar                                          | T                                                  | 180 cm                                             | 82 kg                                              | 1989. május 3. (24 évesen)                         | Kölner Haie                                        |
| 26                                                 | Jan Urbas                                          | T                                                  | 192 cm                                             | 98 kg                                              | 1989. január 26. (25 évesen)                       | EHC München                                        |
| 91                                                 | Miha Verlič                                        | T                                                  | 194 cm                                             | 86 kg                                              | 1991. augusztus 21. (22 évesen)                    | HDD Olimpija Ljubljana                             |
| Vezetőedző:                                        |                                                    |                                                    |                                                    |                                                    |                                                    |                                                    |

## B csoport

### Finnország
| Finn nemzeti férfi jégkorongcsapat-játékoskeret | Finn nemzeti férfi jégkorongcsapat-játékoskeret | Finn nemzeti férfi jégkorongcsapat-játékoskeret | Finn nemzeti férfi jégkorongcsapat-játékoskeret | Finn nemzeti férfi jégkorongcsapat-játékoskeret | Finn nemzeti férfi jégkorongcsapat-játékoskeret | Finn nemzeti férfi jégkorongcsapat-játékoskeret |
| #                                               | Név                                             | Poszt                                           | Magasság                                        | Súly                                            | Kor                                             | Klub                                            |
| ----------------------------------------------- | ----------------------------------------------- | ----------------------------------------------- | ----------------------------------------------- | ----------------------------------------------- | ----------------------------------------------- | ----------------------------------------------- |
| 32                                              | Kari Lehtonen                                   | K                                               | 190 cm                                          | 88 kg                                           | 1983. november 16. (30 évesen)                  | Dallas Stars                                    |
| 31                                              | Antti Niemi                                     | K                                               | 188 cm                                          | 90 kg                                           | 1983. augusztus 29. (30 évesen)                 | San Jose Sharks                                 |
| 40                                              | Tuukka Rask                                     | K                                               | 190 cm                                          | 82 kg                                           | 1987. március 10. (26 évesen)                   | Boston Bruins                                   |
| 38                                              | Juuso Hietanen                                  | V                                               | 178 cm                                          | 81 kg                                           | 1985. június 14. (28 évesen)                    | HK Torpedo Nyizsnyij Novgorod                   |
| 5                                               | Lasse Kukkonen                                  | V                                               | 183 cm                                          | 85 kg                                           | 1981. szeptember 18. (32 évesen)                | Oulun Kärpät                                    |
| 18                                              | Sami Lepistö                                    | V                                               | 185 cm                                          | 88 kg                                           | 1984. október 17. (29 évesen)                   | HK Avtomobiliszt Jekatyerinburg                 |
| 3                                               | Olli Määttä                                     | V                                               | 188 cm                                          | 94 kg                                           | 1994. augusztus 22. (19 évesen)                 | Pittsburgh Penguins                             |
| 6                                               | Sami Salo                                       | V                                               | 191 cm                                          | 98 kg                                           | 1974. szeptember 2. (39 évesen)                 | Tampa Bay Lightning                             |
| 44                                              | Kimmo Timonen                                   | V                                               | 178 cm                                          | 89 kg                                           | 1975. március 18. (38 évesen)                   | Philadelphia Flyers                             |
| 45                                              | Sami Vatanen                                    | V                                               | 179 cm                                          | 80 kg                                           | 1991. június 3. (22 évesen)                     | Anaheim Ducks                                   |
| 4                                               | Ossi Väänänen                                   | V                                               | 193 cm                                          | 98 kg                                           | 1980. augusztus 18. (33 évesen)                 | Jokerit                                         |
| 50                                              | Juhamatti Aaltonen                              | T                                               | 184 cm                                          | 89 kg                                           | 1985. június 4. (28 évesen)                     | Oulun Kärpät                                    |
| 16                                              | Aleksandr Barkov                                | T                                               | 191 cm                                          | 93 kg                                           | 1995. szeptember 2. (18 évesen)                 | Florida Panthers                                |
| 64                                              | Mikael Granlund                                 | T                                               | 179 cm                                          | 84 kg                                           | 1992. február 26. (21 évesen)                   | Minnesota Wild                                  |
| 26                                              | Jarkko Immonen                                  | T                                               | 181 cm                                          | 91 kg                                           | 1982. április 19. (31 évesen)                   | Torpedo Nyizsnyij Novgorod                      |
| 12                                              | Olli Jokinen                                    | T                                               | 189 cm                                          | 95 kg                                           | 1978. december 5. (35 évesen)                   | Winnipeg Jets                                   |
| 36                                              | Jussi Jokinen                                   | T                                               | 183 cm                                          | 87 kg                                           | 1983. április 1. (30 évesen)                    | Pittsburgh Penguins                             |
| 71                                              | Leo Komarov                                     | T                                               | 180 cm                                          | 97 kg                                           | 1987. január 23. (27 évesen)                    | HK Gyinamo Moszkva                              |
| 27                                              | Petri Kontiola                                  | T                                               | 182 cm                                          | 94 kg                                           | 1984. október 4. (29 évesen)                    | HK Traktor Cseljabinszk                         |
| 28                                              | Lauri Korpikoski                                | T                                               | 185 cm                                          | 88 kg                                           | 1986. július 28. (27 évesen)                    | Phoenix Coyotes                                 |
| 21                                              | Jori Lehterä                                    | T                                               | 189 cm                                          | 96 kg                                           | 1987. december 23. (26 évesen)                  | Szibir Novoszibirszk                            |
| 41                                              | Antti Pihlström                                 | T                                               | 183 cm                                          | 89 kg                                           | 1983. július 11. (30 évesen)                    | Szalavat Julajev Ufa                            |
| 15                                              | Tuomo Ruutu                                     | T                                               | 185 cm                                          | 96 kg                                           | 1983. február 16. (30 évesen)                   | Carolina Hurricanes                             |
| 23                                              | Sakari Salminen                                 | T                                               | 180 cm                                          | 72 kg                                           | 1988. május 31. (25 évesen)                     | Torpedo Nyizsnyij Novgorod                      |
| 8                                               | Teemu Selänne                                   | T                                               | 183 cm                                          | 91 kg                                           | 1970. július 3. (43 évesen)                     | Anaheim Ducks                                   |
| Vezetőedző: Erkka Westerlund                    | Vezetőedző: Erkka Westerlund                    | Vezetőedző: Erkka Westerlund                    | Vezetőedző: Erkka Westerlund                    | Vezetőedző: Erkka Westerlund                    | 1957. március 30. (56 évesen)                   | 1957. március 30. (56 évesen)                   |

### Kanada
| Kanadai nemzeti férfi jégkorongcsapat-játékoskeret | Kanadai nemzeti férfi jégkorongcsapat-játékoskeret | Kanadai nemzeti férfi jégkorongcsapat-játékoskeret | Kanadai nemzeti férfi jégkorongcsapat-játékoskeret | Kanadai nemzeti férfi jégkorongcsapat-játékoskeret | Kanadai nemzeti férfi jégkorongcsapat-játékoskeret | Kanadai nemzeti férfi jégkorongcsapat-játékoskeret |
| #                                                  | Név                                                | Poszt                                              | Magasság                                           | Súly                                               | Kor                                                | Klub                                               |
| -------------------------------------------------- | -------------------------------------------------- | -------------------------------------------------- | -------------------------------------------------- | -------------------------------------------------- | -------------------------------------------------- | -------------------------------------------------- |
| 1                                                  | Roberto Luongo                                     | K                                                  | 191 cm                                             | 93 kg                                              | 1979. április 4. (34 évesen)                       | Vancouver Canucks                                  |
| 31                                                 | Carey Price                                        | K                                                  | 190 cm                                             | 99 kg                                              | 1987. augusztus 16. (26 évesen)                    | Montréal Canadiens                                 |
| 41                                                 | Mike Smith                                         | K                                                  | 193 cm                                             | 98 kg                                              | 1982. március 22. (31 évesen)                      | Phoenix Coyotes                                    |
| 19                                                 | Jay Bouwmeester                                    | V                                                  | 193 cm                                             | 96 kg                                              | 1983. szeptember 27. (30 évesen)                   | St. Louis Blues                                    |
| 8                                                  | Drew Doughty                                       | V                                                  | 185 cm                                             | 94 kg                                              | 1989. december 8. (24 évesen)                      | Los Angeles Kings                                  |
| 5                                                  | Dan Hamhuis                                        | V                                                  | 185 cm                                             | 92 kg                                              | 1982. december 13. (31 évesen)                     | Vancouver Canucks                                  |
| 2                                                  | Duncan Keith                                       | V                                                  | 185 cm                                             | 89 kg                                              | 1983. július 16. (30 évesen)                       | Chicago Blackhawks                                 |
| 27                                                 | Alex Pietrangelo                                   | V                                                  | 193 cm                                             | 93 kg                                              | 1990. január 18. (24 évesen)                       | St. Louis Blues                                    |
| 76                                                 | Pernell Karl Subban                                | V                                                  | 183 cm                                             | 98 kg                                              | 1989. május 13. (24 évesen)                        | Montréal Canadiens                                 |
| 44                                                 | Marc-Édouard Vlasic                                | V                                                  | 185 cm                                             | 90 kg                                              | 1987. március 30. (26 évesen)                      | San Jose Sharks                                    |
| 6                                                  | Shea Weber A                                       | V                                                  | 193 cm                                             | 104 kg                                             | 1985. augusztus 14. (28 évesen)                    | Nashville Predators                                |
| 22                                                 | Jamie Benn                                         | T                                                  | 188 cm                                             | 91 kg                                              | 1989. július 18. (24 évesen)                       | Dallas Stars                                       |
| 37                                                 | Patrice Bergeron                                   | T                                                  | 188 cm                                             | 86 kg                                              | 1985. július 24. (28 évesen)                       | Boston Bruins                                      |
| 77                                                 | Jeff Carter                                        | T                                                  | 193 cm                                             | 95 kg                                              | 1985. január 1. (29 évesen)                        | Los Angeles Kings                                  |
| 87                                                 | Sidney Crosby C                                    | T                                                  | 180 cm                                             | 90 kg                                              | 1987. augusztus 7. (26 évesen)                     | Pittsburgh Penguins                                |
| 9                                                  | Matt Duchene                                       | T                                                  | 180 cm                                             | 91 kg                                              | 1991. január 16. (23 évesen)                       | Colorado Avalanche                                 |
| 15                                                 | Ryan Getzlaf                                       | T                                                  | 193 cm                                             | 100 kg                                             | 1985. május 10. (28 évesen)                        | Anaheim Ducks                                      |
| 14                                                 | Chris Kunitz                                       | T                                                  | 183 cm                                             | 90 kg                                              | 1979. szeptember 23. (34 évesen)                   | Pittsburgh Penguins                                |
| 12                                                 | Patrick Marleau                                    | T                                                  | 188 cm                                             | 98 kg                                              | 1979. szeptember 15. (34 évesen)                   | San Jose Sharks                                    |
| 61                                                 | Rick Nash                                          | T                                                  | 193 cm                                             | 100 kg                                             | 1984. június 16. (29 évesen)                       | New York Rangers                                   |
| 24                                                 | Corey Perry                                        | T                                                  | 191 cm                                             | 95 kg                                              | 1985. május 16. (28 évesen)                        | Anaheim Ducks                                      |
| 10                                                 | Patrick Sharp                                      | T                                                  | 185 cm                                             | 89 kg                                              | 1981. december 27. (32 évesen)                     | Chicago Blackhawks                                 |
| 26                                                 | Martin St-Louis                                    | T                                                  | 173 cm                                             | 80 kg                                              | 1975. június 18. (38 évesen)                       | Tampa Bay Lightning                                |
| 20                                                 | John Tavares                                       | T                                                  | 183 cm                                             | 91 kg                                              | 1990. szeptember 20. (23 évesen)                   | New York Islanders                                 |
| 16                                                 | Jonathan Toews A                                   | T                                                  | 188 cm                                             | 94 kg                                              | 1988. április 29. (25 évesen)                      | Chicago Blackhawks                                 |
| Vezetőedző: Mike Babcock                           | Vezetőedző: Mike Babcock                           | Vezetőedző: Mike Babcock                           | Vezetőedző: Mike Babcock                           | Vezetőedző: Mike Babcock                           | 1963. április 29. (50 évesen)                      | 1963. április 29. (50 évesen)                      |

### Norvégia
| Norvég nemzeti férfi jégkorongcsapat-játékoskeret | Norvég nemzeti férfi jégkorongcsapat-játékoskeret | Norvég nemzeti férfi jégkorongcsapat-játékoskeret | Norvég nemzeti férfi jégkorongcsapat-játékoskeret | Norvég nemzeti férfi jégkorongcsapat-játékoskeret | Norvég nemzeti férfi jégkorongcsapat-játékoskeret | Norvég nemzeti férfi jégkorongcsapat-játékoskeret |
| #                                                 | Név                                               | Poszt                                             | Magasság                                          | Súly                                              | Kor                                               | Klub                                              |
| ------------------------------------------------- | ------------------------------------------------- | ------------------------------------------------- | ------------------------------------------------- | ------------------------------------------------- | ------------------------------------------------- | ------------------------------------------------- |
| 4                                                 | Daniel Sørvik                                     | V                                                 | 183 cm                                            | 83 kg                                             | 1990. március 11. (23 évesen)                     | Vålerenga Ishockey                                |
| 6                                                 | Jonas Holøs                                       | V                                                 | 180 cm                                            | 92 kg                                             | 1987. augusztus 27. (26 évesen)                   | Lokomotyiv Jaroszlavl                             |
| 8                                                 | Mads Hansen                                       | T                                                 | 185 cm                                            | 88 kg                                             | 1978. szeptember 16. (35 évesen)                  | Storhamar Dragons                                 |
| 13                                                | Sondre Olden                                      | T                                                 | 194 cm                                            | 88 kg                                             | 1992. augusztus 29. (21 évesen)                   | Vålerenga Ishockey                                |
| 19                                                | Per-Åge Skrøder                                   | T                                                 | 180 cm                                            | 92 kg                                             | 1978. augusztus 4. (35 évesen)                    | Modo Hockey                                       |
| 20                                                | Anders Bastiansen                                 | T                                                 | 190 cm                                            | 93 kg                                             | 1980. október 31. (33 évesen)                     | Färjestads BK                                     |
| 21                                                | Morten Ask                                        | T                                                 | 185 cm                                            | 91 kg                                             | 1980. május 14. (33 évesen)                       | Vålerenga Ishockey                                |
| 22                                                | Martin Røymark                                    | T                                                 | 184 cm                                            | 86 kg                                             | 1986. november 10. (27 évesen)                    | Färjestads BK                                     |
| 23                                                | Mats Trygg                                        | V                                                 | 179 cm                                            | 85 kg                                             | 1976. június 1. (37 évesen)                       | Lørenskog IK                                      |
| 26                                                | Kristian Forsberg                                 | T                                                 | 185 cm                                            | 92 kg                                             | 1986. május 5. (27 évesen)                        | Modo Hockey                                       |
| 28                                                | Niklas Roest                                      | T                                                 | 174 cm                                            | 80 kg                                             | 1986. augusztus 3. (27 évesen)                    | BIK Karlskoga                                     |
| 29                                                | Robin Dahlstrøm                                   | T                                                 | 183 cm                                            | 94 kg                                             | 1988. január 29. (26 évesen)                      | Örebro HK                                         |
| 30                                                | Lars Haugen                                       | K                                                 | 183 cm                                            | 83 kg                                             | 1987. március 19. (26 évesen)                     | HK Dinama Minszk                                  |
| 34                                                | Lars Volden                                       | K                                                 | 191 cm                                            | 91 kg                                             | 1992. július 26. (21 évesen)                      | Espoo Blues                                       |
| 36                                                | Mats Zuccarello Aasen                             | T                                                 | 171 cm                                            | 73 kg                                             | 1987. szeptember 1. (26 évesen)                   | New York Rangers                                  |
| 39                                                | Henrik Solberg                                    | V                                                 | 191 cm                                            | 100 kg                                            | 1987. április 15. (26 évesen)                     | Stavanger Oilers                                  |
| 40                                                | Ken André Olimb                                   | T                                                 | 178 cm                                            | 80 kg                                             | 1989. január 21. (25 évesen)                      | Düsseldorfer EG                                   |
| 41                                                | Patrick Thoresen                                  | T                                                 | 180 cm                                            | 84 kg                                             | 1983. november 7. (30 évesen)                     | SZKA Szentpétervár                                |
| 42                                                | Henrik Ødegaard                                   | V                                                 | 179 cm                                            | 85 kg                                             | 1988. február 12. (26 évesen)                     | Missouri Mavericks                                |
| 43                                                | Fredrik Lystad Jacobsen                           | T                                                 | 180 cm                                            | 86 kg                                             | 1990. február 15. (23 évesen)                     | Storhamar Dragons                                 |
| 46                                                | Mathis Olimb                                      | T                                                 | 179 cm                                            | 83 kg                                             | 1986. február 1. (28 évesen)                      | Frölunda                                          |
| 47                                                | Alexander Bonsaksen                               | V                                                 | 180 cm                                            | 83 kg                                             | 1987. január 24. (27 évesen)                      | Vålerenga Ishockey                                |
| 51                                                | Mats Rosseli Olsen                                | T                                                 | 180 cm                                            | 83 kg                                             | 1991. április 29. (22 évesen)                     | Frölunda HC                                       |
| 55                                                | Ole-Kristian Tollefsen                            | V                                                 | 188 cm                                            | 95 kg                                             | 1984. június 6. (29 évesen)                       | Färjestads BK                                     |
| 70                                                | Steffen Søberg                                    | K                                                 | 180 cm                                            | 80 kg                                             | 1993. augusztus 6. (20 évesen)                    | Vålerenga Ishockey                                |
| Vezetőedző: Roy Johansen                          | Vezetőedző: Roy Johansen                          | Vezetőedző: Roy Johansen                          | Vezetőedző: Roy Johansen                          | Vezetőedző: Roy Johansen                          | 1960. április 27. (53 évesen)                     | 1960. április 27. (53 évesen)                     |

### Ausztria
| Osztrák nemzeti férfi jégkorongcsapat-játékoskeret | Osztrák nemzeti férfi jégkorongcsapat-játékoskeret | Osztrák nemzeti férfi jégkorongcsapat-játékoskeret | Osztrák nemzeti férfi jégkorongcsapat-játékoskeret | Osztrák nemzeti férfi jégkorongcsapat-játékoskeret | Osztrák nemzeti férfi jégkorongcsapat-játékoskeret | Osztrák nemzeti férfi jégkorongcsapat-játékoskeret |
| #                                                  | Név                                                | Poszt                                              | Magasság                                           | Súly                                               | Kor                                                | Klub                                               |
| -------------------------------------------------- | -------------------------------------------------- | -------------------------------------------------- | -------------------------------------------------- | -------------------------------------------------- | -------------------------------------------------- | -------------------------------------------------- |
|                                                    | Mathias Lange                                      | K                                                  | 181 cm                                             | 84 kg                                              | 1985. április 13. (28 évesen)                      | Iserlohn Roosters                                  |
|                                                    | Bernhard Starkbaum                                 | K                                                  | 186 cm                                             | 89 kg                                              | 1986. február 19. (27 évesen)                      | Brynäs IF                                          |
|                                                    | René Swette                                        | K                                                  | 183 cm                                             | 79 kg                                              | 1988. augusztus 21. (25 évesen)                    | EC Klagenfurt                                      |
|                                                    | Mario Altmann                                      | V                                                  | 193 cm                                             | 94 kg                                              | 1986. november 4. (27 évesen)                      | Villacher SV                                       |
|                                                    | Florian Iberer                                     | V                                                  | 185 cm                                             | 90 kg                                              | 1982. december 7. (31 évesen)                      | EC Klagenfurt                                      |
|                                                    | André Lakos                                        | V                                                  | 202 cm                                             | 107 kg                                             | 1979. július 29. (34 évesen)                       | Vienna Capitals                                    |
|                                                    | Robert Lukas                                       | V                                                  | 177 cm                                             | 84 kg                                              | 1978. augusztus 29. (35 évesen)                    | EHC Linz                                           |
|                                                    | Thomas Pöck                                        | V                                                  | 186 cm                                             | 93 kg                                              | 1981. december 2. (32 évesen)                      | EC Klagenfurt                                      |
|                                                    | Matthias Trattnig A                                | V                                                  | 185 cm                                             | 98 kg                                              | 1979. április 22. (34 évesen)                      | EC Salzburg                                        |
|                                                    | Stefan Ulmer                                       | V                                                  | 177 cm                                             | 75 kg                                              | 1990. december 1. (23 évesen)                      | HC Lugano                                          |
|                                                    | Gerhard Unterluggauer                              | V                                                  | 177 cm                                             | 88 kg                                              | 1976. augusztus 15. (37 évesen)                    | Villacher SV                                       |
|                                                    | Michael Grabner                                    | T                                                  | 185 cm                                             | 85 kg                                              | 1987. október 5. (26 évesen)                       | New York Islanders                                 |
|                                                    | Raphael Herburger                                  | T                                                  | 178 cm                                             | 75 kg                                              | 1989. január 2. (25 évesen)                        | EHC Biel                                           |
|                                                    | Thomas Hundertpfund                                | T                                                  | 189 cm                                             | 85 kg                                              | 1989. december 14. (24 évesen)                     | Timrå IK                                           |
|                                                    | Matthias Iberer                                    | T                                                  | 188 cm                                             | 91 kg                                              | 1985. április 29. (28 évesen)                      | EHC Linz                                           |
|                                                    | Thomas Koch A                                      | T                                                  | 173 cm                                             | 79 kg                                              | 1983. augusztus 17. (30 évesen)                    | EC Klagenfurt                                      |
|                                                    | Manuel Latusa                                      | T                                                  | 181 cm                                             | 88 kg                                              | 1984. január 23. (30 évesen)                       | EC Salzburg                                        |
|                                                    | Brian Lebler                                       | T                                                  | 191 cm                                             | 96 kg                                              | 1988. július 16. (25 évesen)                       | EHC Linz                                           |
|                                                    | Andreas Nödl                                       | T                                                  | 185 cm                                             | 83 kg                                              | 1987. február 28. (26 évesen)                      | EC Salzburg                                        |
|                                                    | Daniel Oberkofler                                  | T                                                  | 183 cm                                             | 74 kg                                              | 1988. július 16. (25 évesen)                       | EHC Linz                                           |
|                                                    | Michael Raffl                                      | T                                                  | 185 cm                                             | 88 kg                                              | 1988. december 1. (25 évesen)                      | Philadelphia Flyers                                |
|                                                    | Thomas Raffl                                       | T                                                  | 193 cm                                             | 93 kg                                              | 1986. június 19. (27 évesen)                       | EC Salzburg                                        |
|                                                    | Oliver Setzinger                                   | T                                                  | 183 cm                                             | 89 kg                                              | 1983. július 11. (30 évesen)                       | Lausanne HC                                        |
|                                                    | Thomas Vanek C                                     | T                                                  | 188 cm                                             | 94 kg                                              | 1984. január 19. (30 évesen)                       | New York Islanders                                 |
|                                                    | Daniel Welser                                      | T                                                  | 180 cm                                             | 85 kg                                              | 1983. február 16. (30 évesen)                      | EC Salzburg                                        |
| Vezetőedző: Emanuel Viveiros                       | Vezetőedző: Emanuel Viveiros                       | Vezetőedző: Emanuel Viveiros                       | Vezetőedző: Emanuel Viveiros                       | Vezetőedző: Emanuel Viveiros                       | 1966. január 8. (48 évesen)                        | 1966. január 8. (48 évesen)                        |

## C csoport

### Csehország
| Cseh nemzeti férfi jégkorongcsapat-játékoskeret | Cseh nemzeti férfi jégkorongcsapat-játékoskeret | Cseh nemzeti férfi jégkorongcsapat-játékoskeret | Cseh nemzeti férfi jégkorongcsapat-játékoskeret | Cseh nemzeti férfi jégkorongcsapat-játékoskeret | Cseh nemzeti férfi jégkorongcsapat-játékoskeret | Cseh nemzeti férfi jégkorongcsapat-játékoskeret |
| #                                               | Név                                             | Poszt                                           | Magasság                                        | Súly                                            | Kor                                             | Klub                                            |
| ----------------------------------------------- | ----------------------------------------------- | ----------------------------------------------- | ----------------------------------------------- | ----------------------------------------------- | ----------------------------------------------- | ----------------------------------------------- |
| 1                                               | Jakub Kovář                                     | K                                               | 184 cm                                          | 91 kg                                           | 1988. július 19. (25 évesen)                    | HK Avtomobiliszt Jekatyerinburg                 |
| 31                                              | Ondřej Pavelec                                  | K                                               | 189 cm                                          | 100 kg                                          | 1987. augusztus 31. (26 évesen)                 | Winnipeg Jets                                   |
| 53                                              | Alexander Salák                                 | K                                               | 190 cm                                          | 88 kg                                           | 1987. január 5. (27 évesen)                     | SZKA Szentpétervár                              |
| 8                                               | Michal Barinka                                  | V                                               | 192 cm                                          | 102 kg                                          | 1984. június 12. (29 évesen)                    | HC Vitkovice                                    |
| 3                                               | Radko Gudas                                     | V                                               | 183 cm                                          | 92 kg                                           | 1990. június 5. (23 évesen)                     | Tampa Bay Lightning                             |
| 7                                               | Tomáš Kaberle                                   | V                                               | 185 cm                                          | 97 kg                                           | 1978. március 2. (35 évesen)                    | HC Kladno                                       |
| 25                                              | Lukáš Krajíček                                  | V                                               | 189 cm                                          | 93 kg                                           | 1983. március 11. (30 évesen)                   | HK Dinama Minszk                                |
| 23                                              | Zbyněk Michálek                                 | V                                               | 189 cm                                          | 95 kg                                           | 1982. december 23. (31 évesen)                  | Phoenix Coyotes                                 |
| 32                                              | Michal Rozsíval                                 | V                                               | 185 cm                                          | 87 kg                                           | 1978. szeptember 3. (35 évesen)                 | Chicago Blackhawks                              |
| 5                                               | Ladislav Šmíd                                   | V                                               | 191 cm                                          | 102 kg                                          | 1986. február 1. (28 évesen)                    | Calgary Flames                                  |
| 2                                               | Marek Židlický                                  | V                                               | 180 cm                                          | 85 kg                                           | 1977. február 3. (37 évesen)                    | New Jersey Devils                               |
| 10                                              | Roman Červenka                                  | T                                               | 182 cm                                          | 89 kg                                           | 1985. december 10. (28 évesen)                  | SZKA Szentpétervár                              |
| 26                                              | Patrik Eliáš A                                  | T                                               | 185 cm                                          | 88 kg                                           | 1976. április 13. (37 évesen)                   | New Jersey Devils                               |
| 91                                              | Martin Erat                                     | T                                               | 182 cm                                          | 91 kg                                           | 1981. augusztus 29. (32 évesen)                 | Washington Capitals                             |
| 67                                              | Michael Frolík                                  | T                                               | 185 cm                                          | 89 kg                                           | 1988. február 17. (25 évesen)                   | Winnipeg Jets                                   |
| 11                                              | Martin Hanzal                                   | T                                               | 196 cm                                          | 99 kg                                           | 1987. február 20. (26 évesen)                   | Phoenix Coyotes                                 |
| 83                                              | Aleš Hemský                                     | T                                               | 183 cm                                          | 84 kg                                           | 1983. augusztus 13. (30 évesen)                 | Edmonton Oilers                                 |
| 68                                              | Jaromír Jágr A                                  | T                                               | 189 cm                                          | 104 kg                                          | 1972. február 15. (41 évesen)                   | New Jersey Devils                               |
| 46                                              | David Krejčí                                    | T                                               | 183 cm                                          | 80 kg                                           | 1986. április 28. (27 évesen)                   | Boston Bruins                                   |
| 9                                               | Milan Michálek                                  | T                                               | 188 cm                                          | 103 kg                                          | 1984. december 7. (29 évesen)                   | Ottawa Senators                                 |
| 93                                              | Petr Nedvěd                                     | T                                               | 192 cm                                          | 93 kg                                           | 1971. december 9. (42 évesen)                   | Bili Tygri Liberec                              |
| 12                                              | Jiří Novotný                                    | T                                               | 188 cm                                          | 94 kg                                           | 1983. augusztus 12. (30 évesen)                 | HC Lev Praha                                    |
| 18                                              | Ondřej Palát                                    | T                                               | 181 cm                                          | 79 kg                                           | 1991. március 28. (22 évesen)                   | Tampa Bay Lightning                             |
| 14                                              | Tomáš Plekanec C                                | T                                               | 178 cm                                          | 89 kg                                           | 1982. október 31. (31 évesen)                   | Philadelphia Flyers                             |
| 89                                              | Jakub Voráček                                   | T                                               | 189 cm                                          | 96 kg                                           | 1989. augusztus 15. (24 évesen)                 | Philadelphia Flyers                             |
| Vezetőedző: Alois Hadamczik                     | Vezetőedző: Alois Hadamczik                     | Vezetőedző: Alois Hadamczik                     | Vezetőedző: Alois Hadamczik                     | Vezetőedző: Alois Hadamczik                     | 1952. június 20. (61 évesen)                    | 1952. június 20. (61 évesen)                    |

### Svédország
| Svéd nemzeti férfi jégkorongcsapat-játékoskeret | Svéd nemzeti férfi jégkorongcsapat-játékoskeret | Svéd nemzeti férfi jégkorongcsapat-játékoskeret | Svéd nemzeti férfi jégkorongcsapat-játékoskeret | Svéd nemzeti férfi jégkorongcsapat-játékoskeret | Svéd nemzeti férfi jégkorongcsapat-játékoskeret | Svéd nemzeti férfi jégkorongcsapat-játékoskeret |
| #                                               | Név                                             | Poszt                                           | Magasság                                        | Súly                                            | Kor                                             | Klub                                            |
| ----------------------------------------------- | ----------------------------------------------- | ----------------------------------------------- | ----------------------------------------------- | ----------------------------------------------- | ----------------------------------------------- | ----------------------------------------------- |
| 1                                               | Jhonas Enroth                                   | K                                               | 181 cm                                          | 82 kg                                           | 1988. június 25. (25 évesen)                    | Buffalo Sabres                                  |
| 50                                              | Jonas Gustavsson                                | K                                               | 191 cm                                          | 87 kg                                           | 1984. október 24. (29 évesen)                   | Detroit Red Wings                               |
| 30                                              | Alexander Edler                                 | K                                               | 193 cm                                          | 100 kg                                          | 1986. április 21. (27 évesen)                   | New York Rangers                                |
| 23                                              | Severin Blindenbacher                           | V                                               | 180 cm                                          | 88 kg                                           | 1983. március 15. (30 évesen)                   | Vancouver Canucks                               |
| 3                                               | Oliver Ekman Larsson                            | V                                               | 188 cm                                          | 86 kg                                           | 1991. július 17. (22 évesen)                    | Phoenix Coyotes                                 |
| 52                                              | Jonathan Ericsson                               | V                                               | 195 cm                                          | 102 kg                                          | 1984. március 2. (29 évesen)                    | Detroit Red Wings                               |
| 4                                               | Niklas Hjalmarsson                              | V                                               | 187 cm                                          | 94 kg                                           | 1987. június 6. (26 évesen)                     | Chicago Blackhawks                              |
| 65                                              | Erik Karlsson                                   | V                                               | 181 cm                                          | 79 kg                                           | 1990. május 31. (23 évesen)                     | Ottawa Senators                                 |
| 55                                              | Niklas Kronwal A                                | V                                               | 182 cm                                          | 86 kg                                           | 1981. január 12. (33 évesen)                    | Detroit Red Wings                               |
| 27                                              | Johnny Oduya                                    | V                                               | 182 cm                                          | 86 kg                                           | 1981. október 1. (32 évesen)                    | Chicago Blackhawks                              |
| 7                                               | Henrik Tallinder                                | V                                               | 190 cm                                          | 95 kg                                           | 1979. január 10. (35 évesen)                    | Buffalo Sabres                                  |
| 11                                              | Daniel Alfredsson                               | T                                               | 182 cm                                          | 92 kg                                           | 1972. december 11. (41 évesen)                  | Detroit Red Wings                               |
| 14                                              | Patrik Berglund                                 | T                                               | 192 cm                                          | 100 kg                                          | 1988. június 2. (25 évesen)                     | St. Louis Blues                                 |
| 19                                              | Nicklas Bäckström                               | T                                               | 184 cm                                          | 97 kg                                           | 1987. november 23. (26 évesen)                  | Washington Capitals                             |
| 42                                              | Jimmie Ericsson                                 | T                                               | 189 cm                                          | 96 kg                                           | 1980. február 22. (33 évesen)                   | Skellefteå AIK                                  |
| 21                                              | Loui Eriksson                                   | T                                               | 188 cm                                          | 89 kg                                           | 1985. július 17. (28 évesen)                    | Boston Bruins                                   |
| 62                                              | Carl Hagelin                                    | T                                               | 182 cm                                          | 84 kg                                           | 1988. augusztus 23. (25 évesen)                 | New York Rangers                                |
| 16                                              | Marcus Krüger                                   | T                                               | 182 cm                                          | 82 kg                                           | 1990. május 27. (23 évesen)                     | Chicago Blackhawks                              |
| 92                                              | Gabriel Landeskog                               | T                                               | 184 cm                                          | 93 kg                                           | 1992. november 23. (21 évesen)                  | Colorado Avalanche                              |
| 41                                              | Gustav Nyquist                                  | T                                               | 180 cm                                          | 84 kg                                           | 1989. szeptember 1. (24 évesen)                 | Detroit Red Wings                               |
|                                                 | Marcus Johansson                                | T                                               | 181 cm                                          | 93 kg                                           | 1990. október 6. (23 évesen)                    | Washington Capitals                             |
| 22                                              | Daniel Sedin                                    | T                                               | 186 cm                                          | 85 kg                                           | 1980. szeptember 26. (33 évesen)                | Vancouver Canucks                               |
| 18                                              | Jakob Silfverberg                               | T                                               | 186 cm                                          | 91 kg                                           | 1990. október 13. (23 évesen)                   | Anaheim Ducks                                   |
| 20                                              | Alexander Steen                                 | T                                               | 182 cm                                          | 96 kg                                           | 1984. március 1. (29 évesen)                    | St. Louis Blues                                 |
| 40                                              | Henrik Zetterberg C                             | T                                               | 182 cm                                          | 89 kg                                           | 1980. október 9. (33 évesen)                    | Detroit Red Wings                               |
| Vezetőedző: Pär Mårts                           | Vezetőedző: Pär Mårts                           | Vezetőedző: Pär Mårts                           | Vezetőedző: Pär Mårts                           | Vezetőedző: Pär Mårts                           | 1953. április 30. (60 évesen)                   | 1953. április 30. (60 évesen)                   |

### Svájc
| Svájci nemzeti férfi jégkorongcsapat-játékoskeret | Svájci nemzeti férfi jégkorongcsapat-játékoskeret | Svájci nemzeti férfi jégkorongcsapat-játékoskeret | Svájci nemzeti férfi jégkorongcsapat-játékoskeret | Svájci nemzeti férfi jégkorongcsapat-játékoskeret | Svájci nemzeti férfi jégkorongcsapat-játékoskeret | Svájci nemzeti férfi jégkorongcsapat-játékoskeret |
| #                                                 | Név                                               | Poszt                                             | Magasság                                          | Súly                                              | Kor                                               | Klub                                              |
| ------------------------------------------------- | ------------------------------------------------- | ------------------------------------------------- | ------------------------------------------------- | ------------------------------------------------- | ------------------------------------------------- | ------------------------------------------------- |
| 20                                                | Reto Berra                                        | K                                                 | 194 cm                                            | 89 kg                                             | 1987. január 3. (27 évesen)                       | Calgary Flames                                    |
| 1                                                 | Jonas Hiller                                      | K                                                 | 188 cm                                            | 87 kg                                             | 1982. február 12. (32 évesen)                     | Anaheim Ducks                                     |
| 52                                                | Tobias Stephan                                    | K                                                 | 192 cm                                            | 85 kg                                             | 1984. január 21. (30 évesen)                      | Genève-Servette HC                                |
| 5                                                 | Severin Blindenbacher                             | V                                                 | 180 cm                                            | 88 kg                                             | 1983. március 15. (30 évesen)                     | ZSC Lions                                         |
| 16                                                | Raphael Díaz                                      | V                                                 | 181 cm                                            | 90 kg                                             | 1986. január 9. (28 évesen)                       | Vancouver Canucks                                 |
|                                                   | Patrick von Gunten                                | V                                                 | 180 cm                                            | 83 kg                                             | 1985. február 10. (29 évesen)                     | Kloten Flyers                                     |
| 90                                                | Roman Josi                                        | V                                                 | 187 cm                                            | 90 kg                                             | 1990. június 1. (23 évesen)                       | Nashville Predators                               |
| 31                                                | Mathias Seger C                                   | V                                                 | 181 cm                                            | 86 kg                                             | 1977. december 17. (36 évesen)                    | ZSC Lions                                         |
| 7                                                 | Mark Streit                                       | V                                                 | 183 cm                                            | 88 kg                                             | 1977. december 11. (36 évesen)                    | Philadelphia Flyers                               |
| 3                                                 | Julien Vauclair                                   | V                                                 | 184 cm                                            | 92 kg                                             | 1979. október 2. (34 évesen)                      | HC Lugano                                         |
| 6                                                 | Yannick Weber                                     | V                                                 | 181 cm                                            | 90 kg                                             | 1988. szeptember 23. (25 évesen)                  | Vancouver Canucks                                 |
| 10                                                | Andres Ambühl                                     | T                                                 | 176 cm                                            | 87 kg                                             | 1983. szeptember 14. (30 évesen)                  | ZSC Lions                                         |
| 48                                                | Matthias Bieber                                   | T                                                 | 181 cm                                            | 85 kg                                             | 1986. március 14. (27 évesen)                     | Kloten Flyers                                     |
| 23                                                | Simon Bodenmann                                   | T                                                 | 178 cm                                            | 85 kg                                             | 1988. március 2. (25 évesen)                      | Kloten Flyers                                     |
| 96                                                | Damien Brunner                                    | T                                                 | 180 cm                                            | 83 kg                                             | 1986. március 9. (27 évesen)                      | New Jersey Devils                                 |
| 12                                                | Luca Cunti                                        | T                                                 | 184 cm                                            | 85 kg                                             | 1989. július 4. (24 évesen)                       | ZSC Lions                                         |
| 51                                                | Ryan Gardner                                      | T                                                 | 198 cm                                            | 103 kg                                            | 1978. április 18. (35 évesen)                     | SC Bern                                           |
| 70                                                | Denis Hollenstein                                 | T                                                 | 183 cm                                            | 88 kg                                             | 1989. október 15. (24 évesen)                     | Genève-Servette HC                                |
| 82                                                | Simon Moser                                       | T                                                 | 188 cm                                            | 97 kg                                             | 1989. március 10. (24 évesen)                     | Nashville Predators                               |
| 22                                                | Nino Niederreiter                                 | T                                                 | 188 cm                                            | 95 kg                                             | 1992. szeptember 8. (21 évesen)                   | Minnesota Wild                                    |
| 28                                                | Martin Plüss                                      | T                                                 | 175 cm                                            | 85 kg                                             | 1977. április 5. (36 évesen)                      | SC Bern                                           |
| 88                                                | Kevin Romy                                        | T                                                 | 182 cm                                            | 88 kg                                             | 1985. január 31. (29 évesen)                      | Genève-Servette HC                                |
| 24                                                | Reto Suri                                         | T                                                 | 183 cm                                            | 84 kg                                             | 1989. március 25. (24 évesen)                     | EV Zug                                            |
| 43                                                | Morris Trachsler                                  | T                                                 | 183 cm                                            | 90 kg                                             | 1984. július 15. (29 évesen)                      | ZSC Lions                                         |
| 14                                                | Roman Wick                                        | T                                                 | 187 cm                                            | 94 kg                                             | 1985. december 30. (28 évesen)                    | ZSC Lions                                         |
| Vezetőedző: Sean Simpson                          | Vezetőedző: Sean Simpson                          | Vezetőedző: Sean Simpson                          | Vezetőedző: Sean Simpson                          | Vezetőedző: Sean Simpson                          | 1960. május 4. (53 évesen)                        | 1960. május 4. (53 évesen)                        |

### Lettország
| Lett nemzeti férfi jégkorongcsapat-játékoskeret | Lett nemzeti férfi jégkorongcsapat-játékoskeret | Lett nemzeti férfi jégkorongcsapat-játékoskeret | Lett nemzeti férfi jégkorongcsapat-játékoskeret | Lett nemzeti férfi jégkorongcsapat-játékoskeret | Lett nemzeti férfi jégkorongcsapat-játékoskeret | Lett nemzeti férfi jégkorongcsapat-játékoskeret |
| #                                               | Név                                             | Poszt                                           | Magasság                                        | Súly                                            | Kor                                             | Klub                                            |
| ----------------------------------------------- | ----------------------------------------------- | ----------------------------------------------- | ----------------------------------------------- | ----------------------------------------------- | ----------------------------------------------- | ----------------------------------------------- |
| 50                                              | Kristers Gudļevskis                             | K                                               | 193 cm                                          | 86 kg                                           | 1992. július 31. (21 évesen)                    | Syracuse Crunch                                 |
| 31                                              | Edgars Masaļskis                                | K                                               | 179 cm                                          | 85 kg                                           | 1980. március 31. (33 évesen)                   | HK Poprad                                       |
| 1                                               | Ervīns Muštukovs                                | K                                               | 184 cm                                          | 85 kg                                           | 1984. április 7. (29 évesen)                    | EfB Ishockey                                    |
| 37                                              | Oskars Bārtulis                                 | V                                               | 190 cm                                          | 92 kg                                           | 1987. január 21. (27 évesen)                    | HK Donbassz Doneck                              |
| 29                                              | Ralfs Freibergs                                 | T                                               | kizárták                                        | kizárták                                        | kizárták                                        | kizárták                                        |
| 32                                              | Artūrs Kulda                                    | V                                               | 188 cm                                          | 98 kg                                           | 1988. július 25. (25 évesen)                    | Szalavat Julajev Ufa                            |
| 8                                               | Sandis Ozoliņš                                  | V                                               | 190 cm                                          | 97 kg                                           | 1972. augusztus 3. (41 évesen)                  | HK Dinamo Rīga                                  |
| 81                                              | Georgijs Pujacs                                 | V                                               | 184 cm                                          | 98 kg                                           | 1981. június 11. (32 évesen)                    | HK Dinamo Rīga                                  |
| 9                                               | Krišjānis Rēdlihs                               | V                                               | 189 cm                                          | 93 kg                                           | 1981. január 15. (33 évesen)                    | HK Dinamo Rīga                                  |
| 6                                               | Arvīds Reķis                                    | V                                               | 180 cm                                          | 90 kg                                           | 1979. január 1. (35 évesen)                     | HK Dinamo Rīga                                  |
| 11                                              | Kristaps Sotnieks                               | V                                               | 184 cm                                          | 87 kg                                           | 1987. január 29. (27 évesen)                    | HK Dinamo Rīga                                  |
| 21                                              | Armands Bērziņš                                 | T                                               | 192 cm                                          | 97 kg                                           | 1983. december 27. (30 évesen)                  | HK Bejbarisz                                    |
| 47                                              | Mārtiņš Cipulis                                 | T                                               | 181 cm                                          | 85 kg                                           | 1980. november 29. (33 évesen)                  | HK Dinamo Rīga                                  |
| 10                                              | Lauris Dārziņš                                  | T                                               | 191 cm                                          | 91 kg                                           | 1985. január 28. (29 évesen)                    | HK Dinamo Rīga                                  |
| 16                                              | Kaspars Daugaviņš                               | T                                               | 185 cm                                          | 93 kg                                           | 1988. május 18. (25 évesen)                     | HC Geneve-Servette                              |
| 28                                              | Zemgus Girgensons                               | T                                               | 188 cm                                          | 88 kg                                           | 1994. január 5. (20 évesen)                     | Buffalo Sabres                                  |
| 70                                              | Miks Indrašis                                   | T                                               | 190 cm                                          | 85 kg                                           | 1990. szeptember 30. (23 évesen)                | HK Dinamo Rīga                                  |
| 51                                              | Koba Jass                                       | T                                               | 183 cm                                          | 87 kg                                           | 1990. május 4. (23 évesen)                      | Bílí Tygři Liberec                              |
| 15                                              | Mārtiņš Karsums                                 | T                                               | 177 cm                                          | 88 kg                                           | 1986. február 26. (27 évesen)                   | HK Gyinamo Moszkva                              |
| 91                                              | Ronalds Ķēniņš                                  | T                                               | 182 cm                                          | 91 kg                                           | 1991. február 28. (22 évesen)                   | ZSC Lions                                       |
| 79                                              | Vitālijs Pavlovs                                | T                                               | kizárták                                        | kizárták                                        | kizárták                                        | kizárták                                        |
| 24                                              | Miķelis Rēdlihs                                 | T                                               | 181 cm                                          | 81 kg                                           | 1984. július 1. (29 évesen)                     | Lokomotyiv Jaroszlavl                           |
| 5                                               | Jānis Sprukts                                   | T                                               | 190 cm                                          | 102 kg                                          | 1982. január 31. (32 évesen)                    | Lokomotyiv Jaroszlavl                           |
| 3                                               | Juris Štāls                                     | T                                               | 191 cm                                          | 94 kg                                           | 1982. április 8. (31 évesen)                    | HK Poprad                                       |
| 12                                              | Herberts Vasiļjevs                              | T                                               | 180 cm                                          | 84 kg                                           | 1976. május 23. (37 évesen)                     | Krefeld Pinguine                                |
| Vezetőedző: Ted Nolan                           | Vezetőedző: Ted Nolan                           | Vezetőedző: Ted Nolan                           | Vezetőedző: Ted Nolan                           | Vezetőedző: Ted Nolan                           | 1958. április 7. (55 évesen)                    | 1958. április 7. (55 évesen)                    |